# KEWA Wachenbuchen
Die Turn- und Spielvereinigung KEWA Wachenbuchen ist ein Fußballverein aus der hessischen Stadt Maintal unweit von Hanau. Das Kürzel KEWA steht für „Kesselstadt-Wachenbuchen“ und deutet auf die beiden Vorgängervereine aus Kesselstadt und Wachenbuchen hin, die sich 1922 zur SpVgg KEWA zusammenschlossen. Das Gründungsjahr 1911 des FSV Wachenbuchen gilt als Geburtsjahr des heutigen Vereines, dessen Fußballmannschaft in den späten 1930er Jahren seine Blütezeit hatte und in den höchsten Fußballligen angesiedelt war. Seit der Nachkriegszeit spielen die Blau-Weißen auf die Bezirks- und Kreisebene.

## Geschichte
Der heutige Verein geht auf die beiden Fußballvereine 1. FC 04 Kesselstadt und FSV Wachenbuchen zurück, die am 8. September 1922 zur SpVgg KEWA fusionierten. Der FSV war 1911 gegründet worden, hatte ab 1912 an Turnieren teilgenommen und war 1914 dem Süddeutschen Fußball-Verband beigetreten. Die Spieler aus Kesselstadt traten allerdings bereits drei Jahre nach dem Zusammenschluss wieder aus und gründeten den VfR Kesselstadt. Im Jahr 1933 schloss sich der TV 1887 Wachenbuchen dem Verein an, der seither den heutigen Namen trägt.
Gespielt wurde nach dem Zusammenschluss mit den Kesselstädtern zunächst auf dem Sportplatz „An der Schutzhütte“ in Wilhelmsbad. Die heutige Heimstätte, der Waldsportplatz am Hanauer Weg wurde 1924 eingeweiht. Der Verein entwickelte sich in den späten 1920er Jahren zu einer starken Kraft am Ostmain. In der Saison 1928/29 gelang  erstmals die Kreismeisterschaft und mit Schultheiß stellte die Mannschaft erstmals einen Auswahlspieler. Ab 1934 spielte man in der Bezirksklasse und der Sprung in die oberste Spielklasse gelang bereits zwei Jahre später, in der Spielzeit 1935/36, als nach einem 1:1 in Wetzlar am 17. Mai 1936 der Aufstieg in die Gauliga Hessen feststand. Im ersten Jahr beeindruckten die Blau-Weißen, als sie zum Auftakt der Spielzeit 1936/37 Kurhessen Marburg und dem CSC 03 Kassel jeweils ein Unentschieden abtrotzten, im weiteren Verlauf der Runde in Heimspielen sowohl den CSC 03 als auch den späteren Gaumeister FC Hanau 93 besiegten und am Ende nicht nur den Klassenerhalt gesichert hatten, sondern Rang vier belegten. Im Vereinspokal bot KEWA am 23. Mai 1937 dem Dresdner SC auf dem HFC-Platz die Stirn, der sich nur mühsam mit 2:0 durchsetzen konnte. Damit hatte der Verein aber auch schon seinen Zenit erreicht. In der darauf folgenden Gauligaspielzeit 1937/38 erreichten die „Kewaner“ nur noch Platz 7 unter 10 Mannschaften und ein Jahr später entging man dem Abstieg nur, weil der Ausbruch des Zweiten Weltkrieges eine Ligareform zur Folge hatte. In der Spielzeit 1939/40 war der Abstieg in die Zweitklassigkeit schließlich nicht mehr zu verhindern.
Nach Kriegsende spielte KEWA Wachenbuchen in der Saison 1946/47 in der Landesliga Hessen, Staffel Frankfurt-Ost, letztmals auf der zweiten Ligaebene. Seither spielt die erste Mannschaft des Vereines, in dem ausschließlich Fußball gespielt wird, auf Bezirks- und Kreisebene.

## Ehemalige Spieler
- Thomas Berthold ist in Wachenbuchen aufgewachsen und hat in der KEWA-Jugend gespielt, bevor er zu Eintracht Frankfurt ging.

## Spielstätte
Die Mannschaften von KEWA Wachenbuchen tragen ihre Heimspiele am ursprünglich 1924 angelegten Waldsportplatz am Hanauer Weg aus. Die Anlage liegt einige hundert Meter südlich des Ortes mitten im Wald und umfasst zwei Naturrasenplätze sowie ein Clubhaus.